# مدرسة الشرطة (عنابة)
مدرسة الشرطة بعنابة أو مدرسة الشرطة الهادي خذيري. هي مدرسة تكوين وإعداد رجال الشرطة الجزائرية.

## إعتناء المديرية العامة بالمدارس
المديرية العامة للأمن الوطني تتولي أهمية كبيرة لتعزيز وتطوير العمل التدريبي وتحديث البرامج والتأهيل انسجاما مع رؤى رئيس الجمهورية في الوصول إلى منظومة تكوين تضاهي الدول المتقدمة، كي يتخرج رجال الشرطة على مستوى عال من التأهيل والتدريب من أجل محاربة الجريمة التي تطورت وأصبحت تستعمل تقنيات جديدة تستوجب احترافية رجال الأمن ولقد اتخذت إجراءات فورية من أجل ضمان الاحترافية في العمل وضمان أمن المواطنين وممتلكاتهم وهذا يأتي بمواكبة التطور العلمي والتقني والتسلح بالعلم والمعرفة والأخلاق وستوفر المديرية العامة الامكانيات المادية والبشرية والأدوات التكنولوجية الضرورية لتكوين الشرطي، وتعمل المديرية على تحسين الاستراتيجية المعمول بها وتمديد فترات التكوين بالنسبة لأعوان الشرطة والملازمين الأوائل وأهمية التحضير البدني والمهني والتقني، وووفر مركز التوثيق والإعلام للأمن الوطني امكانيات التكوين على غرار مجال التكوين عن بعد، مخابر لتعليم اللغات الأجنبية، قاعات مخصصة للشرطة العلمية والتقنية، قاعة مخصصة بالجريمة، الاتصالات السلكية واللاسلكية، قاعات الإعلام الآلي، قاعات مخصصة لتعليم سياقة السيارات والدراجات النارية، مكتبة بها كتب وأطروحات التخرج ومكتبة الصور وكل هذه الإمكانيات ستوفر من أجل انجاح التكوين في صفوف الأمن.

## روابط خارجية
- مدارس الشرطة عبر الوطن